# Liste der k.k. Hoflieferanten 1866

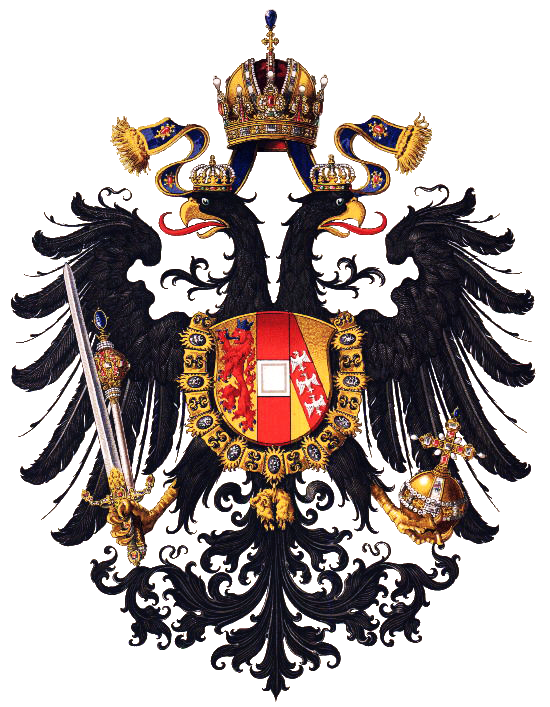
Das Wappen mit dem kaiserlichen Doppeladler durften die Träger des k.k. Kammer- und Hof-Titels öffentlich führen.

Die Namen und Daten der k.k. Hoflieferanten für das Jahr 1866 entstammen dem amtlichen Hofkalender.
Die Gesamtanzahl der Lieferanten die den k.k. Kammer-Titel trugen war fünf, allesamt in Wien. Davon waren zwei Frauen. August Schwarz und Johann Baptist Streicher waren die einzige Unternehmer, die den Kammer- sowie den Hoftitel gleichzeitig trugen.
Die meisten Lieferanten hatten ihren Sitz in Wien, außerhalb von dort gab es Lieferanten in Linz, Pressburg, Pest und Ofen sowie in Prag. Ein Lieferant war in London.
Als Hoflieferanten gelten nicht die k.k. Kammer-Künstler und die k.k. Hof-Künstler. Ebenfalls nicht in der Liste vertreten sind „Hofkünstler, Lieferanten und Handwerksleute“ (S. 21). Diese belieferten zwar den Hof, wurden aber nicht als Kammer- oder Hof-Titelträger eingetragen.

## K.k. Kammer-Titel

Titelseite Hofkalender 1866

Seite 14 Hofkalender 1866

Seite 15 Hofkalender 1866

- Benkowits Maria, Kammer-Kunststickerin
- Körner Anton, Kammer-Waldhorn- und Trompetenmacher
- Mirani Therese, Kammer-Kunststickerin
- Schwarz August, Leibkürschner, zugleich Hof-Kürschner
- Streicher Johann Baptist, Kammer-Fortepiano-Verfertiger, zugleich Hof-Fortepiano- und Klaviermacher

## K.k. Hof-Titel

### A
- Amler Anton, Hof-Spenglermeister in Prag
- Angeli J. G., Hof-Wachshändler
- Angerer Ludwig, Hof-Photograph
- Arbesser Alois, Hof-Seidenwaren-Fabrikant

### B
- Bakacs Ludwig von, Hof-Apotheker in Ofen
- Baumann Carl, Hof-Samenhändler
- Bernhofer Carl, Hof-Ziegeldeckermeister
- Beyer Jacob, Hof-Tischler
- Bohlinger Friedrich und Huber Albert, Hof-Modewarenhändler
- Bollinger Samuel, Hof-Maschinen-Fabrikanten
- Braumüller Wilhelm, Hof-Buchhändler
- Braun Franz, Hof-Goldarbeiter
- Brix Emil, Hof-Bronzearbeiter
- Bühlmayer Conrad, Hof-Vergolder
- Burg Anton und Sohn, Hof-Ackerwerkzeug- und Maschinen-Fabrikanten

### C
- Charasim Ferdinand, Hof-Ziegeldeckermeister in Prag
- Coignard Hippolyt Peter, Hof-Friseur
- Czernohlawek Wilhelm, Hof-Weinhändler

### D
- Dittrich Adolph, Hof-Leinwand- und Tischzeug-Lieferant in Prag

### E
- Ehrbar Friedrich, Hof-Fortepiano-Fabrikant
- Erndt Franz, Hof-Hafnermeister
- Exinger Ferdinand, Hof-Wildprethändler

### F
- Fellner Jac. Jun., Hof-Zimmermeister
- Fischer J. M., Hof-Zuschrotter
- Fischer Johann von, Hof-Spezereihändler in Pressburg
- Fortmüller Heinrich, Hof-Friseur
- Fraunbaum Joseph, Hof-Drechsler
- Frese Josepha, Hof-Handschuhmacherin in Prag

### G
- Geyling Josef, Hof-Zimmermaler
- Gohde Friedrich, Hof-Schlosser
- Greiner Moriz, Hof-Kalligraph
- Grohmann Hieronymus, Hof-Juwelier in Prag
- Grube August, Hof-Lithograph

### H
- Haase Gottlieb Söhne, Hof-Buchdruckerei in Prag
- Haase Guido, Edler von Wranau, Hof-Glashändler in Prag
- Hahn Leopold, Hof-Schuhwaren-Fabrikant
- Hartinger Anton, Hof-Chromolithograph
- Hasenauer Christoph, Hof-Zimmermeister
- Haslinger Carl, Hof-Kunst- und Musikalienhändler
- Helia Johann, Hof-Schuhmacher
- Hilz Carl, Hof-Apotheker in Salzburg
- Hilzer Ignaz, Hof-Glockengießer
- Höcker Friedrich, Hof-Tischlermeister in Prag
- Hofeneder Carl, Hof-Fischhändler
- Hofer Peter, Hof-Teehändler
- Hoffmann Carl, Hof-Lieferant für Kinderkleider und Kinderwäsche
- Hoffmann Leopold, Hof-Hutmacher
- Hofmann Anton, Hof-Geigenmacher
- Hofmann Wilhelm, Hof-Glaser und Hof-Glaswarenhändler
- Hollnsteiner Franz, Hof-Bibliothek-Buchbinder
- Huber Albert, siehe Bohlinger

### J
- Jägermayer Samuel, Hof-Leinwäsch- und Wirkwarenhändler
- Jagemann Carl von, Hof-Photograph
- Janouschek Gabriel Franz, Hof-Schlosser in Prag
- Janisch’s (Franz) sel. Witwe, Hof-Stuckaturmeisterin
- Jauner Franz, Hof-Wappengraveur

### K
- Kachler Johann, Hof-Samenhändler
- Klaftenberger Ignaz, Hof-Uhrmacher in London
- Klein August, Hof-Leder, Holz- und Bronzewaren-Fabrikant
- Klinkosch, siehe Mayerhofer
- Klitsch, Heinrich, Hof-Meerschaum-Drechsler
- Kobek Franz, Hof-Juwelier
- Köchert und Sohn, Hof-Juwelier
- Krach Robert, Hof-Kleiderfabrikant
- Krahl Barbara (vormals Stein), Hof-Wappenmalerin
- Kranner Anton, Hof-Leinenwaren- und Hof-Leinwäschehändler
- Krickl Ernst, Hof-Seidenzeug- und Kirchenstoff-Lieferant
- Kristian Ignaz, Hof-Hutmacher
- Kudlaczek Jos., Hof-Baumeisterin in Prag
- Kuppitsch’ (Matth.) sel. Witwe, Hof-Bibliothek-Antiquar-Buchhändlerin

### L
- Lamberti Johann, Hof-Seiden- und Sammetwaren-Fabrikant
- La Vigne August, Hof-Bildhauer
- Leibenfrost Franz, Hof-Weinlieferant
- Lobmeyr Ludwig, Hof-Glaser und Hof-Glaswarenhändler
- Löblich Franz, Hof-Kupferschmied
- Löschner Carl, Hof-Galanteriewarenhändler in Prag

### M
- Mayerhofer und Klinkosch, Hof-Gold-, Silber- und Plattier-Warenfabrikanten
- Mucha Rudolph, Hof-Zwieback-Lieferant

### N
- Nowotny Franz, Hof-Modewaren-Lieferant
- Nuglisch A. C. und A. G. Thies, Hof-Parfümeriewaren-Lieferanten

### O
- Oberst Carl, Hof-Kupferschmiedmeister
- Oelzelt Anton, Hof-Baumeister
- Ohligs Bernhard Wilhelm, Hof-Baumeister

### P
- Petzl Johann Baptist, Hof-Seilermeister
- Pichler Ludwig, Hof-Goldarbeiter in Prag

### R
- Raab Johann, Hof-Tanzmeister
- Radnitzky Jos., Hof-Wappengraveur
- Raymann, siehe Regenhart
- Regenhart Alois und Raymann Alois, Hof-Tischzeug-Lieferanten
- Regner Anton, Hof-Wildprethändler
- Reiss August, Hof-Spängler
- Rettich Johann, Hof-Uhrmacher
- Rint Johann, Hof-Bildschnitzer in Linz
- Ritter Joseph, Hof-Nürnhergerwarenhändler
- Rodeck Emil und Alois, Hof-Lieferanten für Leder-, Holz- und Bronze-Galanteriewaren
- Römisch Carl, Hof-Kleidermacher in Prag
- Rospini Anna, Hof-Drechslers-Witwe
- Rothe Christian Friedrich, Hof-Goldarbeiter
- Rozet Ignaz Franz, Hof-Galanteriewarenhändler
- Rupp Wilhelm, Hof-Photograph in Prag
- Ržiwnatz Fr. Sohn, Hof-Kürschnermeister in Prag

### S
- Schebelka Joseph, Hof-Wachszieher in Prag
- Schlaf Franz, ungarischer Hof-Kleidermacher
- Schmidt Philipp, Hof-Tischler
- Schober Anna, Hof-Kleidermacherin
- Schrems Bernhard, Hof-Blätterjalousien-Fabrikant
- Schwarz August, wie oben
- Schwarz Theresia, Hof-Kunstblumenmacherin
- Seitz Joseph, Hof-Tuchscherer
- Simon Joseph, Hof-Pergamentmacher
- Singer Heinrich, Hof-Steingraveur
- Sintenis Otto, Hof-Buchhändler
- Spina Carl A., Hof-Kunst- und Musikalienhändler
- Spitra Wenzel, Hof-Mechaniker und Optiker in Prag
- Stehle Johann, Hof-Blasinstrumentenmacher
- Stöger Friedrich, Hof-Tapezierer
- Streicher Johann Baptist, Hof-Fortepiano- und Klaviermacher
- Stunzer Thomas, Hof-Deckenmacher
- Stuwer Anton, Hof-Feuerwerker
- Swoboda Carl, Hof-Steinmetzmeister in Prag
- Syré A. F. und Neffe, Hof-Lieferanten von Papier-, Schreib- und Zeichnen-Materialien

### T
- Tägl Barth., Hof-Bäckermeister in Prag
- Tausch Joseph, Hof-Müller
- Theyer Franz, Hof-Lieferant für Holz-Galanteriewaren und kirchliche Gegenstände
- Thies, siehe Nuglisch
- Timmel Johann, Hof-Seiden- und Seidenhand-Lieferant
- Türk Joseph, Hof-Juwelier

### U
- Uhl Roman, Hof-Bäcker
- Ulrich Christian, Hof-Spiegel- und Luster-Fabrikant

### V
- Valerio Angelo, Hof-Schokolade-Fabrikant in Triest
- Varges Christine und Anna, Hof-Kleidermacherinen
- Viehweider Peter, Hof-Weisswaren und Spitzenhändler
- Vogl Emanuel, Hof- und Wiener Universitäts-Bandagist

### W
- Wanka Franz, Hof-Brauer in Prag
- Wasserburger Anton, Hof-Steinmetzmeister
- Wasserburger Moriz, Hof-Zimmermeister
- Wells Wilhelm, Edler von, Hof-Niederlage natürlicher Mineralwässer
- Weisse Albert, Hof-Lieferant für japanische, chinesische und sonstige derlei Luxus-Artikel
- Wertheim Franz, Ritter von, Hof-Werkzeug-Fabrikant
- Wieser Joseph, Hof-Juwelier
- Winkler von Forazest Joseph und Franz, Hof-Eisenhändler
- Winkler’s (Mathias) sel. Witwe, Hof-Tischlerin
- Wissmann Franz, Hof-Glaser

### Z
- Zeyer Eleonore, Hof-Zimmermeisterin in Prag

## Quelle
- Hof- und Staats-Handbuch des Kaiserthumes Österreich. Verlag von Friedrich Manz, Kohlmarkt 7, Wien 1866, S. 14–15.